# العلاقات الأيرلندية السويسرية
العلاقات الأيرلندية السويسرية هي العلاقات الثنائية التي تجمع بين جمهورية أيرلندا وسويسرا.

## مقارنة بين البلدين
هذه مقارنة عامة ومرجعية للدولتين:
| وجه المقارنة                                              | جمهورية أيرلندا                                       | سويسرا                                                                                      |
| --------------------------------------------------------- | ----------------------------------------------------- | ------------------------------------------------------------------------------------------- |
| المساحة (كم2)                                             | 70.27 ألف                                             | 41.28 ألف                                                                                   |
| عدد السكان (نسمة)                                         | 4.76 مليون                                            | 8.21 مليون                                                                                  |
| الكثافة السكانية (ن./كم²)                                 | 67.74                                                 | 198.89                                                                                      |
| العاصمة                                                   | دبلن                                                  | برن                                                                                         |
| اللغة الرسمية                                             | اللغة الأيرلندية، لغة إنجليزية، الإنجليزية الأيرلندية | اللغة الألمانية، اللغة الإيطالية، لغة فرنسية، اللغة الرومانشية، الألمانية السويسرية الموحدة |
| العملة                                                    | جنيه أيرلندي، يورو، عملات اليورو الأيرلندية           | فرنك سويسري                                                                                 |
| الناتج المحلي الإجمالي (بليون دولار)                      | 333.73 مليار                                          | 678.89 مليار                                                                                |
| الناتج المحلي الإجمالي (تعادل القوة الشرائية) بليون دولار | 318.16 مليار                                          | 518.07 مليار                                                                                |
| الناتج المحلي الإجمالي الاسمي للفرد دولار أمريكي          | 61.13 ألف                                             | 80.94 ألف                                                                                   |
| الناتج المحلي الإجمالي للفرد دولار أمريكي                 |                                                       | 59.54 ألف                                                                                   |
| مؤشر التنمية البشرية                                      | 0.916                                                 | 0.930                                                                                       |
| رمز المكالمات الدولي                                      | +353                                                  | +41                                                                                         |
| رمز الإنترنت                                              | .ie                                                   | .ch، .swiss ‏                                                                                |
| المنطقة الزمنية                                           | 00، ت ع م+01:00، أوروبا/دبلن ‏                         | توقيت وسط أوروبا، ت ع م+01:00، ت ع م+02:00، أوروبا/زيورخ ‏                                   |

## منظمات دولية مشتركة
يشترك البلدان في عضوية مجموعة من المنظمات الدولية، منها:
| علم المنظمة | اسم المنظمة                               | تاريخ انضمام جمهورية أيرلندا | تاريخ انضمام سويسرا |
| ----------- | ----------------------------------------- | ---------------------------- | ------------------- |
|             | مؤسسة التمويل الدولية                     | 11 سبتمبر 1958               | 29 مايو 1992        |
|             | يونسكو                                    | 3 أكتوبر 1961                | 28 يناير 1949       |
|             | مجموعة أستراليا                           | 1985                         | 1987                |
|             | مجموعة الموردين النوويين                  | ?                            | ?                   |
|             | الوكالة الدولية للطاقة                    | ?                            | ?                   |
|             | مؤسسة التنمية الدولية                     | 22 ديسمبر 1960               | 29 مايو 1992        |
|             | منظمة التعاون الاقتصادي والتنمية          | ?                            | ?                   |
|             | المركز الدولي لتسوية المنازعات الاستشارية | 7 مايو 1981                  | 14 يونيو 1968       |
|             | وكالة ضمان الاستثمار متعدد الأطراف        | 27 أكتوبر 1989               | 12 أبريل 1988       |
|             | منظمة حظر الأسلحة الكيميائية              | ?                            | ?                   |
|             | المنظمة الأوروبية لسلامة الملاحة الجوية   | 1965                         | 1992                |
|             | الاتحاد الدولي للاتصالات                  | 8 ديسمبر 1923                | 1866                |
|             | الأمم المتحدة                             | 14 ديسمبر 1955               | 10 سبتمبر 2002      |
|             | منظمة الشرطة الجنائية الدولية             | ?                            | ?                   |
|             | البنك الدولي للإنشاء والتعمير             | 8 أغسطس 1957                 | 29 مايو 1992        |
|             | منظمة الأمن والتعاون في أوروبا            | 25 يونيو 1973                | 25 يونيو 1973       |
|             | وكالة الفضاء الأوروبية                    | ?                            | ?                   |
|             | الاتحاد البريدي العالمي                   | ?                            | ?                   |
|             | منظمة التجارة العالمية                    | ?                            | ?                   |
|             | الفريق المعني برصد الأرض                  | ?                            | ?                   |
|             | بنك التنمية الآسيوي                       | 2006                         | 1967                |
|             | نظام تحكم تكنولوجيا القذائف               | 1992                         | 1992                |
|             | مجلس أوروبا                               | ?                            | ?                   |

## وصلات خارجية
- موقع وزارة الخارجية السويسرية